# Beobank-Corendon/2016
Deze pagina geeft een overzicht van de Beobank-Corendon-wielerploeg in 2016.

## Algemene gegevens
Sponsors: Beobank, Corendon
Algemeen manager: Philip Roodhooft
Ploegleider: Christoph Roodhooft
Fietsmerk: Stevens
Kleding: Craft
Kopman: Mathieu van der Poel

## Renners
| Naam                 | Geboortedatum | Nationaliteit | Ploeg 2015 | Opmerking   |
| -------------------- | ------------- | ------------- | ---------- | ----------- |
| Vincent Baestaens    | 18-06-1989    | België        |            |             |
| Michael Boroš        | 09-08-1992    | Tsjechië      |            | Tot 23/06   |
| Wietse Bosmans       | 30-12-1991    | België        |            |             |
| Stijn Caluwe         | 29-01-1996    | België        |            | Vanaf 01/09 |
| Jens Dekker          | 13-12-1998    | Nederland     | Neo        | Vanaf 01/09 |
| Daan Hoeyberghs      | 18-09-1994    | België        |            |             |
| Jappe Jaspers        | 01/09/1998    | België        | Neo        | Vanaf 01/09 |
| Adam Ťoupalík        | 09-05-1996    | Tsjechië      |            |             |
| David van der Poel   | 15-06-1992    | Nederland     |            |             |
| Mathieu van der Poel | 19-01-1995    | Nederland     |            |             |
| Philipp Walsleben    | 19-11-1987    | Duitsland     |            |             |

Mannen: 2009 · 2010 · 2011 · 2012 · 2013 · 2014 · 2015 · 2016 · 2017 · 2018 · 2019 · 2020 · 2021 · 2022 · 2023 · 2024 · 2025
Vrouwen: 2020 · 2021 · 2022 · 2023 · 2024 · 2025